# العلاقات المغربية الصربية
العلاقات المغربية الصربية هي العلاقات الثنائية التي تجمع بين المغرب وصربيا.
العلاقة الدبلوماسية بين المغرب وصربيا هي علاقة تعاونية وديبلوماسية جيدة، تشهد العديد من التعاونات في مجالات مختلفة مثل الثقافة، الصناعة، التجارة، الدعم الاقتصادي، الأخبار، الشؤون الدولية، الثقافة، التعليم، الصحة، التكنولوجيا، الشؤون العسكرية والدفاعية. ويعتبر المغرب هو الدولة الوحيدة في العالم العربي التي تشهد العلاقة الدبلوماسية الجيدة مع صربيا.
تم توطيد العلاقات الدبلوماسية بين الدولتين من خلال الزيارات الدبلوماسية المتناوبة التي تقوم بها الشخصيات الرئيسية من كلا الجانبين، وهذا يشهد التضامن الذي يشهده البلدين في العديد من المجالات.
وقد قامت الحكومات في كلا الدولتين بتوصيل علاقات تعاونية في المجالات الاقتصادية والثقافية، حيث قامت الصربيا بتوظيف العديد من المهندسين المغاربة في القطاع الصناعي، كما قام المغرب بتوظيف العديد من المهندسين الصرب في القطاع الزراعي المحلي.
بالإضافة إلى ذلك، قامت الدولتين بتنظيم العديد من المعارض والمؤتمرات التي تهدف إلى التعاون الثقافي، وكذلك توظيف العديد من الطلاب الصرب والمغاربة في الجامعات في كلا الدولتين.

## تاريخ العلاقات
أقامت يوغوسلافيا والمغرب علاقات دبلوماسية رسمية في 2 مارس 1957. وكان كلا البلدين عضوين مؤسسين في منظمة دول عدم الانحياز. أيد الحسن الثاني ملك المغرب مسعى يوغوسلافيا لاستضافة المؤتمر الأول للمنظمة عام 1961 رغم ترشح القاهرة. كان الاعتقاد أن الاقتراح اليوغوسلافي من شأنه أن "يزيد من إمكانية مشاركة عربية أوسع" بغض النظر عن أي انقسام داخلي. في 28 نوفمبر 1984، اعترفت يوغوسلافيا بالجمهورية العربية الصحراوية الديمقراطية، مما تسبب في انفصال بين البلدين، استمر حتى العقد الأول من القرن الحادي والعشرين. في يناير 2021 حيث تم سحب الاعتراف، التقى وزير خارجية صربيا نيكولا سالكوفيتش بسفير المملكة المغربية لدى صربيا محمد أمين بلحاج، وبحث معه تعزيز العلاقات بين البلدين في مختلف المجالات.

## مقارنة بين البلدين
هذه مقارنة عامة ومرجعية للدولتين:
| وجه المقارنة                                              | المغرب                                 | صربيا                                                      |
| --------------------------------------------------------- | -------------------------------------- | ---------------------------------------------------------- |
| المساحة (كم2)                                             | 710.85 ألف                             | 88.36 ألف                                                  |
| عدد السكان (نسمة)                                         | 36.07 مليون                            | 7.02 مليون                                                 |
| الكثافة السكانية (ن./كم²)                                 | 50.74                                  | 79.45                                                      |
| العاصمة                                                   | الرباط                                 | بلغراد                                                     |
| اللغة الرسمية                                             | اللغة العربية، أمازيغية معيارية مغربية | اللغة الصربية                                              |
| العملة                                                    | درهم مغربي                             | دينار صربي                                                 |
| الناتج المحلي الإجمالي (بليون دولار)                      | 109.14 مليار                           | 41.43 مليار                                                |
| الناتج المحلي الإجمالي (تعادل القوة الشرائية) بليون دولار | 274.06 مليار                           | 100.13 مليار                                               |
| الناتج المحلي الإجمالي الاسمي للفرد دولار أمريكي          | 2.88 ألف                               | 5.24 ألف                                                   |
| الناتج المحلي الإجمالي للفرد دولار أمريكي                 | 7.49 ألف                               | 13.59 ألف                                                  |
| مؤشر التنمية البشرية                                      | 0.628                                  | 0.771                                                      |
| رمز المكالمات الدولي                                      | +212                                   | +381                                                       |
| رمز الإنترنت                                              | .ma                                    | .rs، .срб ‏                                                 |
| المنطقة الزمنية                                           | ت ع م+01:00                            | توقيت وسط أوروبا، ت ع م+01:00، ت ع م+02:00، أوروبا/بلغراد ‏ |

## منظمات دولية مشتركة
يشترك البلدان في عضوية مجموعة من المنظمات الدولية، منها:
| علم المنظمة | اسم المنظمة                               | تاريخ انضمام المغرب | تاريخ انضمام صربيا |
| ----------- | ----------------------------------------- | ------------------- | ------------------ |
|             | مؤسسة التنمية الدولية                     | 29 ديسمبر 1960      | 25 فبراير 1993     |
|             | يونسكو                                    | 7 نوفمبر 1956       | 20 ديسمبر 2000     |
|             | وكالة ضمان الاستثمار متعدد الأطراف        | 17 سبتمبر 1992      | 19 مارس 1993       |
|             | الأمم المتحدة                             | 12 نوفمبر 1956      | 1 نوفمبر 2000      |
|             | الفريق المعني برصد الأرض                  | ?                   | ?                  |
|             | الاتحاد البريدي العالمي                   | ?                   | ?                  |
|             | البنك الدولي للإنشاء والتعمير             | 25 أبريل 1958       | 25 فبراير 1993     |
|             | المنظمة الهيدروغرافية الدولية             | ?                   | ?                  |
|             | الاتحاد الدولي للاتصالات                  | 1 نوفمبر 1956       | 1 يونيو 2001       |
|             | منظمة حظر الأسلحة الكيميائية              | ?                   | ?                  |
|             | مؤسسة التمويل الدولية                     | 30 أغسطس 1962       | 25 فبراير 1993     |
|             | المركز الدولي لتسوية المنازعات الاستشارية | 10 يونيو 1967       | 8 يونيو 2007       |
|             | منظمة الشرطة الجنائية الدولية             | ?                   | ?                  |

## موقف صربيا بشأن قضية الصحراء
شهدت العلاقات بين المغرب وصربيا في عام 2024 تطورا ملموسا في مختلف أبعادها السياسية والاقتصادية والثقافية والاجتماعية، تجلى ذلك في الزيارات المكثفة المتبادلة بين المسؤولين الحكوميين ومن القطاع الخاص، وهو ما ترتب عليه اعتراف جمهورية صربيا بالجهود الدبلوماسية والسياسية التي ما فتئت تبذلها المملكة المغربية للتوصل إلى حل سياسي، واقعي، عملي ودائم لقضية الصحراء، وذلك بروح من التوافق والواقعية والامتثال التام لقرارات مجلس الأمن، وبالتالي تأكيدها في مجموعة من المناسبات على دعمها للمخطط الحكم الذاتي الذي تقدم به المغرب كحل نهائي لإنهاء النزاع القائم حول قضية الصحراء، واعتبرت صربيا هذه المبادرة المغربية للحكم الذاتي، حلا موثوق به.

## وصلات خارجية
- موقع وزارة الخارجية المغربية
- موقع وزارة الخارجية الصربية